# Samoa na Letnich Igrzyskach Paraolimpijskich 2008
Samoa na Letnich Igrzyskach Paraolimpijskich w Pekinie było reprezentowane przez 1 zawodnika – lekkoatletę Mose Faatamala, dla którego był to trzeci występ na Igrzyskach Paraolimpijskich.

## Kadra

### Lekkoatletyka
- Mose Faatamala

skok w dal (kategoria T46) – 9. miejsce (5,28 m)